# Mutação neutral
Em genética, uma mutação neutral é uma alteração da sequência de DNA, mais precisamente num codão presente num RNA mensageiro que resulta no uso de um aminoácido diferente, mas quimicamente semelhante. Esta é semelhante a uma mutação silenciosa, em que uma mutação num codão pode codificar o mesmo aminoácido (veja código genético); por exemplo, uma mudança de AUU para AUC continua a codificar a leucina, por isso não acontecem mudanças perceptíveis (uma mutação silenciosa).
Uma mutação neutral pode ou não afectar a proteína resultante. Por exemplo, se o codão AAA sofre mutação para AGA, uma arginina seria usada na proteína resultante em vez de uma lisina. Estes aminoácidos são quimicamente muito semelhantes a podem não ter um efeito apreciável na proteína ou na sua função: por outro lado, uma mutação pode de facto ser letal, ou prevenir a proteína de funcionar correctamente ou de todo (neste caso, seria uma mutação missense).
Se a mutação muda o codão original para um codão stop, seria chamada da mutação nonsense. Entre os seres humanos, aproximadamente 95% de todas as mutações podem ser classificadas de mutações neutrais, com aproximadamente 5% de mutações missense.